# Living in a Box
Living in a Box war eine in den 1980er Jahren aktive britische Popband. Sie bestand aus dem Sänger und Gitarristen Richard Darbyshire (* 8. März 1960, in Stockport, Cheshire, England), dem Keyboarder Marcus Vere (* 29. Januar 1962) und dem Schlagzeuger Anthony „Tich“ Critchlow (* 1. März 1960).

## Karriere
Living in a Box wurde 1985 von Richard Darbyshire, Marcus Vere und Anthony Critchlow in Sheffield gegründet. Ihr erstes gleichnamiges Album erschien 1987 und erreichte Platz 25 der UK-Charts.
Die erste ausgekoppelte Single Living in a Box wurde ihr erfolgreichster Hit. Das von Richard James Burgess produzierte Lied erreichte in vielen europäischen Ländern und den USA vordere Plätze, darunter Platz vier in Deutschland.
1989 erschien mit Gatecrashing das zweite Album der Band, auf dem mit Blow the House Down und Room in Your Heart zwei weitere UK-Top-Ten-Hits enthalten sind. Brian May war hier als Gastmusiker beteiligt.
Kreative Differenzen führten 1990 zur Auflösung der Gruppe, noch bevor das geplante dritte Album veröffentlicht werden konnte.
Der Leadsänger Richard Darbyshire setzte seine Karriere als Solokünstler und Songschreiber fort. Unter anderem schrieb er den Hit Credo für Jennifer Rush und mehrere Lieder für Lisa Stansfield. 1994 und 1999 erschienen seine Soloalben How Many Angels und Love Will Provide.
Im Jahr 2013 nutzte Vodafone den Song Living in a Box für seine Fernsehwerbung.

## Diskografie

### Studioalben
| Jahr | Titel           | Höchstplatzierung, Gesamtwochen, AuszeichnungChartplatzierungen (Jahr, Titel, Platzierungen, Wochen, Auszeichnungen, Anmerkungen) | Höchstplatzierung, Gesamtwochen, AuszeichnungChartplatzierungen (Jahr, Titel, Platzierungen, Wochen, Auszeichnungen, Anmerkungen) | Höchstplatzierung, Gesamtwochen, AuszeichnungChartplatzierungen (Jahr, Titel, Platzierungen, Wochen, Auszeichnungen, Anmerkungen) | Höchstplatzierung, Gesamtwochen, AuszeichnungChartplatzierungen (Jahr, Titel, Platzierungen, Wochen, Auszeichnungen, Anmerkungen) | Höchstplatzierung, Gesamtwochen, AuszeichnungChartplatzierungen (Jahr, Titel, Platzierungen, Wochen, Auszeichnungen, Anmerkungen) | Anmerkungen                     |
| Jahr | Titel           | DE | AT | CH | UK | US | Anmerkungen                     |
| ---- | --------------- | --- | --- | --- | --- | --- | ------------------------------- |
| 1987 | Living in a Box | DE22 (15 Wo.)DE | AT18 (4 Wo.)AT | CH10 (13 Wo.)CH | UK25 Gold · (19 Wo.)UK | US89 (13 Wo.)US | Erstveröffentlichung: Mai 1987  |
| 1989 | Gatecrashing    | — | — | — | UK21 Gold · (16 Wo.)UK | — | Erstveröffentlichung: Juni 1989 |

### Kompilationen
- 1996: The Best Of
- 1997: The Very Best of Living in a Box
- 1998: Collection
- 2012: The Very Best of Living in a Box (2 CDs)

### Singles
| Jahr | Titel Album                       | Höchstplatzierung, Gesamtwochen, AuszeichnungChartplatzierungen (Jahr, Titel, Album, Platzierungen, Wochen, Auszeichnungen, Anmerkungen) | Höchstplatzierung, Gesamtwochen, AuszeichnungChartplatzierungen (Jahr, Titel, Album, Platzierungen, Wochen, Auszeichnungen, Anmerkungen) | Höchstplatzierung, Gesamtwochen, AuszeichnungChartplatzierungen (Jahr, Titel, Album, Platzierungen, Wochen, Auszeichnungen, Anmerkungen) | Höchstplatzierung, Gesamtwochen, AuszeichnungChartplatzierungen (Jahr, Titel, Album, Platzierungen, Wochen, Auszeichnungen, Anmerkungen) | Höchstplatzierung, Gesamtwochen, AuszeichnungChartplatzierungen (Jahr, Titel, Album, Platzierungen, Wochen, Auszeichnungen, Anmerkungen) | Höchstplatzierung, Gesamtwochen, AuszeichnungChartplatzierungen (Jahr, Titel, Album, Platzierungen, Wochen, Auszeichnungen, Anmerkungen) | Anmerkungen                                             |
| Jahr | Titel Album                       | DE | AT | CH | UK | US | Dance | Anmerkungen                                             |
| ---- | --------------------------------- | --- | --- | --- | --- | --- | --- | ------------------------------------------------------- |
| 1987 | Living in a Box                   | DE4 (17 Wo.)DE | AT11 (12 Wo.)AT | CH2 (14 Wo.)CH | UK5 (13 Wo.)UK | US17 (15 Wo.)US | Dance6 (10 Wo.)Dance | Erstveröffentlichung: März 1987                         |
| 1987 | Scales of Justice Living in a Box | DE35 (10 Wo.)DE | — | — | UK30 (6 Wo.)UK | — | — | Erstveröffentlichung: Juni 1987                         |
| 1987 | So the Story Goes Living in a Box | — | — | — | UK34 (8 Wo.)UK | US81 (4 Wo.)US | — | Erstveröffentlichung: September 1987 feat. Bobby Womack |
| 1987 | Love Is the Art Living in a Box   | — | — | — | UK45 (4 Wo.)UK | — | Dance12 (8 Wo.)Dance | Erstveröffentlichung: Dezember 1987                     |
| 1989 | Blow the House Down Gatecrashing  | DE28 (11 Wo.)DE | — | CH26 (2 Wo.)CH | UK10 (10 Wo.)UK | — | Dance19 (7 Wo.)Dance | Erstveröffentlichung: Februar 1989                      |
| 1989 | Gatecrashing                      | — | — | — | UK36 (6 Wo.)UK | — | — | Erstveröffentlichung: Juni 1989                         |
| 1989 | Room in Your Heart Gatecrashing   | — | AT27 (1 Wo.)AT | — | UK5 Silber · (15 Wo.)UK | — | — | Erstveröffentlichung: September 1989                    |
| 1989 | Different Air Gatecrashing        | — | — | — | UK57 (6 Wo.)UK | — | — | Erstveröffentlichung: Dezember 1989                     |

Weitere Singles
- 1988: Bed of Roses